# 沃克茨維爾
沃克茨維爾（德語：Volketswil）是瑞士联邦苏黎世州乌斯特区的市镇。该市镇面積为14.00平方公里，四成土地是農業用地，海拔高度475米，2018年12月31日人口数为18,663。

## 外部連結
- Official website （页面存档备份，存于） （德文）